# ABFA Technical Center
Het ABFA Technical Center is een multifunctioneel stadion in Piggotts, een stad in Antigua en Barbuda. ABFA is de afkorting voor de voetbalbond van Antigua en Barbuda, de Antigua and Barbuda Football Association.
Afhankelijk van het veld waarop gespeeld wordt kunnen er ongeveer 500 tot 1.300 toeschouwers in het stadion. Er liggen meerdere kunstgrasvelden. 
Het stadion wordt regelmatig gebruikt door het Voetbalelftal van Antigua en Barbuda, voor het spelen van internationale wedstrijden, zoals bijvoorbeeld in de CONCACAF Nations League of kwalificatiewedstrijden voor het wereldkampioenschap voetbal.